# Liste des chaînes de télévision en Lituanie
Cet article présente la liste des chaînes de télévision en Lituanie. La télévision fut introduit en Lituanie en 1957.

## Chaînes nationales
| Nom                 | Propriétaire                                | Type     | Introduite en |
| ------------------- | ------------------------------------------- | -------- | ------------- |
| LRT televizija      | Lietuvos nacionalinis radijas ir televizija | Publique | 1957          |
| LRT Kultūra         | Lietuvos nacionalinis radijas ir televizija | Publique | 2003          |
| LRT Lituanica       | Lietuvos nacionalinis radijas ir televizija | Publique | 2007          |
| LRT HD              | Lietuvos nacionalinis radijas ir televizija | Publique | 2014          |
| TV3                 | Modern Times Group                          | Privée   | 1993          |
| TV6                 | Modern Times Group                          | Privée   | 2002          |
| TV8                 | Modern Times Group                          | Privée   | 2011          |
| Viasat Sport Baltic | Modern Times Group                          | Privée   | 2009          |
| LNK                 | UAB Laisvas nepriklausomas kanalas          | Privée   | 1995          |
| TV1                 | UAB Laisvas nepriklausomas kanalas          | Privée   | 2003          |
| Liuks!              | UAB Laisvas nepriklausomas kanalas          | Privée   | 2002          |
| Info TV             | UAB Laisvas nepriklausomas kanalas          | Privée   | 2007          |
| BTV                 | UAB Laisvas nepriklausomas kanalas          | Privée   | 1993          |
| Lietuvos rytas TV   | UAB Lietuvos rytas                          | Privée   | 2004          |
| Sport1              | UAB Sporto komunikacijos                    | Privée   | 2008          |

## Chaînes régionales
| Nom               | Introduite en | Région               |
| ----------------- | ------------- | -------------------- |
| Balticum TV       | 1989          | Klaipėda             |
| Balticum Auksinis | 2003          | Klaipėda             |
| Kobra TV          | 2008          | Kaunas County        |
| Roventa           | 2004          | Mažeikiai            |
| Žemaitija TV      | 2005          | Telšiai County       |
| LN TV             | 2005          | Plungė district      |
| Splius            | 1994          | Šiauliai             |
| Šiauliai TV       | 1991          | Šiauliai County      |
| ATV               | 1994          | Panevėžys            |
| Pan TV            | 1993          | Panevėžys            |
| KTV plius         | 2000          | Panevėžys district   |
| Kupiškėnų studija | 1996          | Kupiškis district    |
| Dzūkija TV        | 1996          | Alytus               |
| DRT               | 2004          | Druskininkai         |
| KKTV              | 1994          | Kėdainiai            |
| TV medica         |               | Jonava               |
| AVVA              | 1992          | Jonava               |
| Jonava TV         | 2013          | Jonava district      |
| Marijampolė TV    | 1989          | Marijampolė district |
| Pūkas-TV          | 2001          | Kaunas County        |
| INIT TV           | 1993          | Kaunas               |
| Vinita            | 1993          | Vilnius              |
| RKTV              | 2006          | Raseiniai            |
| Sugardas          |               | Visaginas            |

### Traduction
- (en) Cet article est partiellement ou en totalité issu de l’article de Wikipédia en anglais intitulé « Television in Lithuania » (voir la liste des auteurs).